# 越南—乌干达关系
越南－烏干達关系，是指歷史上的越南和烏干達（包括現在越南社会主义共和国與烏干達共和国）之間的雙邊關係。现今两国均为不结盟运动、77國集團成員國。

## 政治交流
乌干达在越南战争期间支持越南民主共和国（北越）抵抗美国，并于1973年2月9日与北越、越南南方共和国建立外交关系，1976年，越南社会主义共和国成立后，继承与乌干达的外交关系。此后两国关系友好顺利发展。
进入21世纪以来，乌干达加强了与包括越南在内的亚太国家之合作关系，两国政治交流更为频繁，自2014年乌干达副总理亨利·卡朱拉访问越南以来，高层互访数显著增加，其后，乌干达外交部国务部长奥凯洛也在2019年出访越南，访越期间，两国政府一致同意加强双边各级代表团的互访及民间往来。
2022年11月23日至25日，烏干達總統約韋里·穆塞韋尼对越南进行了国事访问，成为首位访问越南的乌干达国家元首，出访期间，穆塞韦尼得到了越共中央总书记阮富仲、国家主席阮春福、政府总理范明政等人的接见，两国高层表示越、乌两国应该在教育培训、通信传媒、国防安全、医疗卫生、信息技术、旅游观光、油气开发、疫苗研究与生产等多个有潜力的领域加强合作交流，两国政府代表还签署了对外交和公务护照持有人免签证的协议，以及在外交、教育、通信传统和农业技术等领域的4份合作谅解备忘录。

### 外交代表机构
至2022年，越南与乌干达暂未在对方首都互设大使馆，建交之初，乌干达对越南的外交业务曾经由驻中华人民共和国大使馆兼辖，现今，乌干达驻马来西亚最高专员公署兼辖对越外交业务。越南对乌干达的外交业务则由驻坦桑尼亚大使馆兼辖，2017年，越南外交部委任乌干达商人奥古斯都（Mulenga Augustus Ceasor）为越南驻坎帕拉名誉领事，以加强双边关系。

## 经贸交流

### 双边贸易
2018年，越、乌双边贸易额一度达到2130万美元，而在2020年以后因受2019冠状病毒病疫情的影响，双边贸易额一度跌至1028万美元，2021年，越乌双边贸易额又增长至1430万美元，较2020年增长了39.8%。钢铁、纺织品、机械设备、手机及其零部件等为越南对乌的主要出口产品，而饲料、咖啡、木材和木制品等则是乌干达对越主要出口商品。

### 相互投资
据越南计划投资部统计，截至2022年10月为止，乌干达在越南注册投资项目3个，主要集中在批发零售和汽机车维修等领域，註冊金額為9萬美元。越南在乌干达有投资项目2个，注册金额为3550万美元，主要集中在采矿和建筑领域。

### 网页
- . 七十七国集团官网.   [2014-08-25]. （原始内容存档于2019-01-07） （英语）.
- . 德黑兰. 2012-08-31  [2012-08-24]. （原始内容存档于2014-02-08） （英语）.

### 新闻与报纸报道
- . 人民日报. 新华通讯社.   [2022-11-27]. （原始内容存档于2022-11-27）.
- . 越南人民报 (7702). 解放通讯社. 1975-06-06  [2022-11-27]. （原始内容存档于2022-09-20） （越南语）.
- . 越南通讯社. 2014-09-20  [2022-11-27]. （原始内容存档于2022-11-27）.
- . 越南通讯社. 2017-09-03  [2022-11-27]. （原始内容存档于2022-11-27）.
- . 越南通讯社. 2018-08-07  [2022-11-27]. （原始内容存档于2022-11-27）.
- . 越南通讯社. 2019-01-25  [2022-11-27]. （原始内容存档于2022-11-27）.
- . 越南通讯社. 2022-11-24  [2022-11-27]. （原始内容存档于2022-11-27）.
- . 越南通讯社. 2022-11-24  [2022-11-27]. （原始内容存档于2022-11-28）.
- . 越南通讯社. 2022-11-25  [2022-11-27]. （原始内容存档于2022-11-27）.
- . 越南通讯社. 2022-11-23  [2022-11-27]. （原始内容存档于2022-11-27）.

## 外部連結
- 越南驻坦桑尼亚大使馆 （页面存档备份，存于）的脸书专页
- 乌干达驻马来西亚最高专员公署 （页面存档备份，存于）（英文）